# حسن زنگنه
حسن زنگنه (زاده ۱۳۲۸ - درگذشته ۲۸ شهریور ۱۳۹۳)، روزنامه‌نگار و مترجم بوشهری و نویسنده تاریخ جنوب ایران.
زنگنه در سال ۱۳۴۶ دیپلم طبیعی را از دبیرستان سعادت بوشهر اخذ نمود. وی خدمت سربازی در سپاه دانش را با عنوان مترجم «یونسکو» در سال ۱۳۴۹ به پایان رساند و پس از آن با همین عنوان به فعالیت در شرکت‌ها و مؤسسات خصوصی و دولتی پرداخت. او تاکنون در کنگره‌ها و سمینارهای علمی و فرهنگی متعددی شرکت داشته و مقالاتی را ارائه نموده که مورد تأیید هیأت علمی قرار گرفته‌است که از آن جمله می‌توان به کنگره‌های هشتادمین سالگرد شهادت رئیسعلی دلواری در بوشهر، فارس‌شناسی در شیراز، بزرگداشت سید عبدالحسین لاری در لارستان و کنگره سیراف در بوشهر اشاره کرد. وی همکاری صمیمانه‌ای با نبوی در راه‌اندازی مرکز ایران‌شناسی (شعبه بوشهر) داشته و اسناد معتبری را به این مرکز اهدا نموده‌است.
وی ۲۸ شهریورماه ۱۳۹۳ در بندر بوشهر درگذشت.

## آثار
آثار ترجمه شده:
1. هجوم انگلیس به جنوب ایران ـ نوشته: جی. بی. کلی.
2. لشکرکشی انگلیس به ایران ـ نوشته: گرنی داد.
3. میرمهنا و شهر دریاها ـ گردآوری و ترجمه.
4. دوران قاجار ونسا مارتین.
5. روابط ایران و انگلیس در جنگ جهانی اول ویلیام جی اولسون.
6. مشروطه تا جنگ جهانی اول ویلیام فردریک اوکانر
7. دریای پارس و سواحل متصالح ـ نوشته: دونالد هاولی.[۳]